# Крутец (Грязовецкий район)
Крутец — деревня в Грязовецком районе Вологодской области.
Входит в состав Комьянского муниципального образования, с точки зрения административно-территориального деления — в Комьянский сельсовет.
Расстояние по автодороге до районного центра Грязовца — 30,7 км, до центра муниципального образования Хорошево — 8,6 км. Ближайшие населённые пункты — Евсюково, Берендеево, Муравьево.
По переписи 2002 года население — 17 человек.